# Henry Hopkinson, 1. Baron Colyton

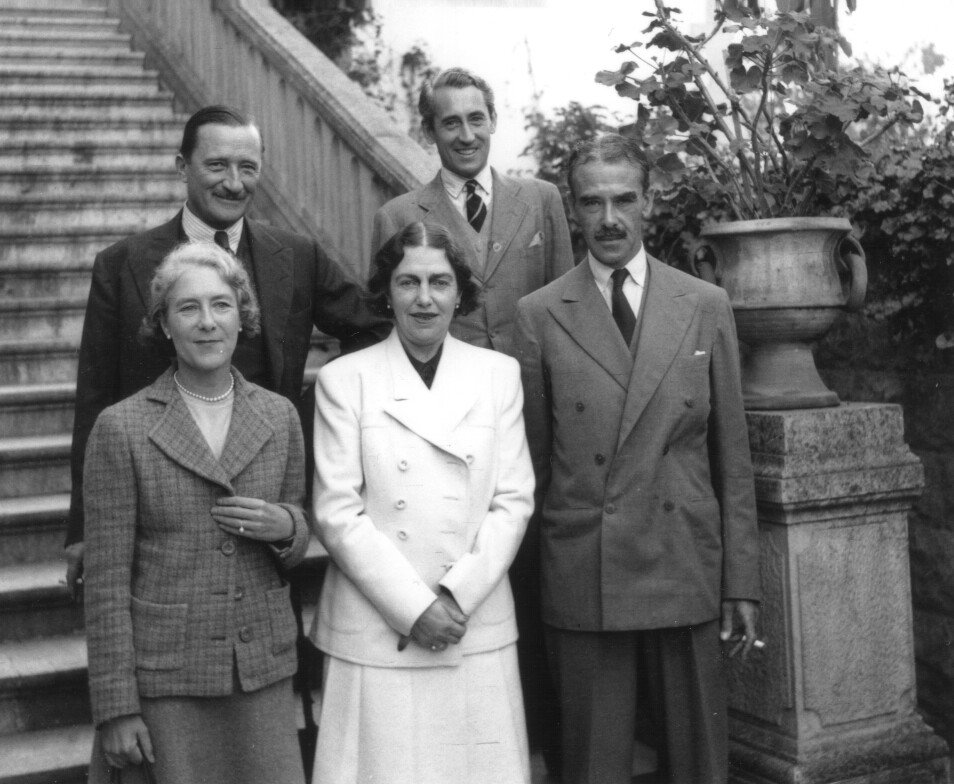
Henry Hopkinson (hinten rechts) mit dem Unterhausabgeordneten sowie Gesandten in Libanon, Generalmajor Edward Spears (hinten links), sowie dessen Ehefrau (Mitte) und dem Ministerresidenten für den Mittleren Osten Richard Casey (vorne rechts) sowie dessen Ehefrau (vorne links) vor der Residenz des Gesandten in Beirut (Dezember 1942)

Henry Lennox D’Aubigne Hopkinson, 1. Baron Colyton, PC, CMG, OStJ (* 3. Januar 1902; † 6. Januar 1996) war ein britischer Diplomat und Politiker der Conservative Party, der unter anderem zwischen 1950 und 1956 Mitglied des Unterhauses (House of Commons) war. 1956 wurde er zum Peer erhoben und dadurch zum Mitglied des Oberhauses (House of Lords), dem er bis zu seinem Tod angehörte.

## Leben

### Studium und diplomatische Laufbahn
Hopkinson war der älteste von drei Söhnen des Unternehmers Sir Henry Lennox Hopkinson und dessen Ehefrau Marie Ruan du Bois. Sein jüngerer Bruder war Oberstleutnant John Montgomerie Hopkinson, während sein jüngster Bruder Francis Archibald Hopkinson als Rechtsanwalt tätig war. Während seiner Schulzeit am renommierten Eton College wurde er 1919 mit dem Preis der Royal Humane Society ausgezeichnet, nachdem er einem Menschen vor dem Ertrinken gerettet hatte. Nach dem Schulbesuch absolvierte er zunächst ein grundständiges Studium am Trinity College der University of Cambridge, das er 1923 mit einem Bachelor of Arts (B.A.) mit Auszeichnung abschloss. Im Anschluss trat er 1924 in den diplomatischen Dienst ein und fand zunächst zwischen 1924 und 1929 Verwendung als Dritter Sekretär an der Botschaft in den USA sowie danach von 1929 bis 1931 als Zweiter Sekretär im Außenministerium (Foreign Office). Nachdem er zwischen 1931 und 1932 Zweiter Sekretär an der Gesandtschaft in Schweden war, fungierte er von 1932 bis 1934 als stellvertretender Privatsekretär von Außenminister John Simon. 
Im Anschluss war Hopkinson zwischen 1934 und 1938 als Zweiter Sekretär beim Hochkommissariat beziehungsweise ab 1936 an der Botschaft in Ägypten tätig sowie daraufhin von 1938 bis 1939 als Erster Sekretär an der Gesandtschaft in Griechenland, ehe er zwischen 1939 und 1940 Erster Sekretär im Sekretariat der Kriegsregierung von Premierminister Neville Chamberlain war. Danach folgte zwischen 1940 und 1941 zuerst eine Verwendung als Privatsekretär des Ständigen Unterstaatssekretärs des Außenministeriums Alexander Cadogan sowie von 1941 bis 1943 als diplomatischer Berater des Staatsministers für den Mittleren Osten, Oliver Lyttelton beziehungsweise ab März 1942 von dessen Nachfolger als Ministerresident für den Mittleren Osten, Richard Casey. Er war zwischen 1943 und 1944 als Gesandter Ständiger Vertreter des Botschafters in Portugal, Ronald Hugh Campbell, und wurde 1944 für seine Verdienste Companion des Order of St Michael and St George (CMG). Zuletzt war er von 1944 bis zu seinem Ausscheiden aus dem diplomatischen Dienst 1946 stellvertretender Hochkommissar in Rom sowie politischer Berater der Alliierten Kommission in Italien.

### Unterhausabgeordneter und Oberhausmitglied
Nach seinem Ausscheiden aus dem Auswärtigen Amt fungierte Hopkinson von 1946 bis 1950 als Leiter des Parlamentarischen Sekretariats der Conservative Party sowie in Personalunion als Gemeinsamer Direktor der Forschungsabteilung der konservativen Tories. Bei der Unterhauswahl vom 23. Februar 1956 wurde er für die Conservative Party zum Mitglied des Unterhauses (House of Commons) gewählt und vertrat in diesem bis zum 19. Januar 1956 den Wahlkreis Taunton. Bei seiner ersten Wahl gelang es ihm, den bisherigen Wahlkreisinhaber der Labour Party, Victor Collins, zu schlagen. Am 3. November 1951 wurde er zum Staatssekretär für Außenhandel (Secretary of Overseas Trade) im dritten Kabinett von Premierminister Winston Churchill berufen und übernahm nach einer Kabinettsumbildung am 7. Mai 1952 den Posten als Staatsminister im Kolonialministerium (Minister of State, Colonial Affairs). Diesen Posten hatte er im Anschluss auch vom 5. April bis 20. Dezember 1955 auch noch im Kabinett von Premierminister Anthony Eden inne. Am 23. Mai 1952 wurde er ferner zum Mitglied des Geheimen Kronrates (Privy Council) berufen. 
Nach seinem Ausscheiden aus dem Unterhaus wurde Young durch ein Letters Patent vom 19. Januar 1956 als Baron Colyton, of Farway in the County of Devon and of Taunton in the County of Somerset, in den erblichen Adelsstand der Peerage of the United Kingdom erhoben und dadurch zum Mitglied des Oberhauses, dem er bis zu seinem Tode angehörte. Er wurde ferner mit dem Großkreuz des Orden des Infanten Dom Henrique, dem Offizierskreuz des Order of Saint John, die Kommandeurswürde des Orden von Zaire sowie dem Großen Stern des Orden Paduka Stia Negara von Brunei ausgezeichnet. Er fungierte des Weiteren nach dem Sueskrieg zwischen 1957 und 1960 als Vorsitzender des Anglo-Ägyptischen Umsiedlungsausschusses (Anglo-Egyptian Resettlement Board).

### Ehe und Nachkommen
Hopkinson war zweimal verheiratet, und zwar vom 10. November 1927 bis zu deren Tode am 30. April 1953 mit Alice Labouisse Eno, deren Vater Henry Lane Eno als Honorarprofessor an der Princeton University lehrte. Aus dieser Ehe gingen die am 18. Januar 1932 geborenen Zwillinge Nicholas Henry Eno Hopkinson und Olivia Hopkinson hervor. In zweiter Ehe heiratete er am 11. Dezember 1956 Barbara Estella Barb, wobei diese Ehe kinderlos blieb. Der sein einziger Sohn Nicholas Henry Eno Hopkinson bereits 1991 verstarb, erbte nach seinem Tode am 6. Januar 1996 dessen Sohn, sein Enkel Alisdair John Munro Hopkinson, den Titel als 2. Baron Colyton.